# Gagaúsia
Gagaúsia (en gagaús Gagauziya o Gagauz Yeri, en romanès Găgăuzia) és una regió autònoma de la República de Moldàvia. La capital és Comrat, amb 23.000 habitants. Els gagaüsos són una ètnia turcòfona i de religió cristiana ortodoxa.

## Orografia
El territori forma part de les planures estepàries del Budjak, al sud de Moldàvia, situat entre els estuaris del Dnièster i del Danubi-Prut. És travessat per nombrosos rius, com el Botna, Jalpug, Prut i Kogilnik. El principal llac és el Prutul de Jos, amb 1.700 hectàrees a Valkaneş, una de les principals reserves naturals (6 km²).

## Població
Segons dades del 1996, la població del territori eren 137.500 (78,7%) gagaüsos, 11.800 (5,0%) russos, 8.300 (5,4%) moldaus, 7.800 (5,5%) búlgars, 7.800 (4,0%) ucraïnesos i 2.000 (1,3%) gitanos.

## Divisió administrativa
Gagaúsia consisteix d'1 municipalitat, 2 ciutats, i 23 comunes, que contenen 32 localitats.
| - municipalitat Comrat - ciutat Ceadîr-Lunga (Gagaús: Çadır-Lunga) - ciutat Vulcăneşti, conté - la ciutat mateixa - la vila de Vulcăneşti loc.c.f. - Avdarma - Baurci (Gagaús: Baurçi) - Beşalma - Beşghioz (Gagaús: Beşgöz) - Bugeac (Gagaús: Bucak) - Carbalia (Gagaús: Karabalia) - Cazaclia (Gagaús: Kazayak) | - Chiriet-Lunga (Gagaús: Kiriet-Lunga) - Chirsova (Gagaús: Kirsova) - Cioc-Maidan (Gagaús: Çokmeydan) - Cişmichioi (Gagaús: Çeşmeköy) - Chioselia Rusă (Gagaús: Köselia Rusă) - Congaz (Gagaús: Kongaz) - Congazcic, consisteix en tres viles - Congazcicul de Jos - Congazcicul de Sus - Duduleşti - Copceac (Gagaús: Kıpçak) - Cotovscoe | - Dezghingea (Gagaús: ?) - Etulia, consisteix en tres viles - Etulia - Etulia Nouă - Etulia loc.c.f. - Ferapontievca - Gaidar (Gagaús: Gaydar) - Joltai (Gagaús: Joltay) - Svetlîi, consisteix en dues viles - Svetlîi - Alexeevca - Tomai (Gagaús: Tomay) |

## Economia
Els gagaüsos es dediquen principalment a l'agricultura (hi ha 148 hectàrees arables), a la ramaderia de pastures, a la viticultura, i els de la costa, a la pesca. A causa de llur bon veïnatge amb els búlgars, han adoptat bona part del seu mode de vida, de llurs costums i de llur activitat domèstica. Segons dades soviètiques, els trets més sobresortints dels gagaüsos són llur aplicació en el treball, llur hospitalitat, bon humor i acceptació del destí.
El 1999 la producció de cereals i llegums arribaria a les 120.000 tones, però pel que fa al raïm, que és de bona qualitat, té força demanda per a les especialitats chardonnay, merlot, cabernet sauvignion i altres (al país hi ha 12.000 hectàrees de vinyes).
Per altra banda, hi ha unes 200 companyies de negocis, de les quals només 28 són empreses industrials. El 1997 és registraren 122 empreses actives; d'elles, 12 grans vinícoles (com Vina Comrata SA i Chirsovo SA, que produeix cava) que processaven 400.000 tones de raïm per estació, tres molins de grans, tres de llavor, una planta processadora de tabac a Çadîr i una manufactura de catifes a Çadîr (200.000 metres quadrats l'any).
Segons dades del 1993, el 90% de les empreses del país són privades, i l'agricultura contribueix en un 70% al PIB.

## Política
Els gagaüsos mai no han gaudit de cap mena d'autonomia fins que el 1990 fou proclamada la República Gagaüsa, que no fou reconeguda per les autoritats moldaves. Finalment, el 23 de desembre de 1994 el parlament moldau va aprovar la Llei d'Estatut Especial de Gagaúsia, que entrà en vigor el 1er de gener de 1995. Aquesta llei preveu la preservació de la identitat, cultura i llengua nacionals, i assegurar la seva independència política i econòmica. L'article 1 reconeix l'autodeterminació interna de Gagauz Yeri com a part de la República de Moldàvia, i reconeix el dret de promoure la seva pròpia política econòmica. El territori gagaús consistirà en totes aquelles localitats on els gagaüsos siguin més de 50% de la població.
Pel que fa al poder legislatiu, resta en mans del Halk Toplusu (Assemblea Popular) de 35 membres, que té competències en educació, cultura, desenvolupament local, pressupost i impostos, seguretat social i administració territorial. També té dret d'apel·lació a la Cort Constitucional de la República de Moldàvia en cas de conflictes jurisdiccionals. Tot i així, en cas de desacord entre Comrat i Chişinău, el Halk Toplusu té la darrera paraula.
Les lleis aprovades pel Halk Toplusu són signades pel Bascan (president), elegit per sufragi universal, al qual tan sols s'exigeix que parli fluidament gagaús. El Bakannik Komiteti (Comité Executiu) té el poder executiu, i és nomenat per l'assemblea a proposició del governador. Tenen dret a presentar iniciatives en regulació de propietat, determinació d'estructures i prioritats polítiques nacionals, desenvolupament tècnic, científic, econòmic i cultural, a assegurar la igualtat de drets dels ciutadans, i en explotació de recursos naturals i protecció ambiental.
Pel que fa a la llengua, el Decret de 30 de juliol del 1957 permetia que fos escrit i ensenyat a les escoles elementals, en alfabet ciríl·lic amb lletres addicionals. Se n'han creat llibres de text. Del 1990 ençà, però, 78% de la mainada gagaüsa és escolaritzada, i d'ençà del 1991 tenen una universitat a Comrat, en la qual hi ha 1.500 estudiants.